# Einar Erikson
Erik Einar Erikson, född 31 oktober 1903 i Uppsala, död 15 oktober 1979 i Stockholm, var en svensk trädgårdsmästare.
Erikson, som var son till trädgårdsmästare Egard Erikson och Lovisa Jansson, avlade studentexamen i Stockholm 1923 och bedrev därefter egen verksamhet som handelsträdgårdsmästare i Hässelby villastad. Han var ordförande i Sveriges handelsträdgårdsmästareförbund 1948, vice ordförande i Frukt- och trädgårdsodlarnas samarbetsnämnd 1948 och styrelseledamot i flera branschorganisationer.